# جزیره مرجانی

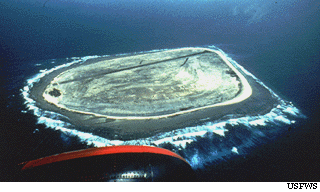
جزیره مرجانی بیکر

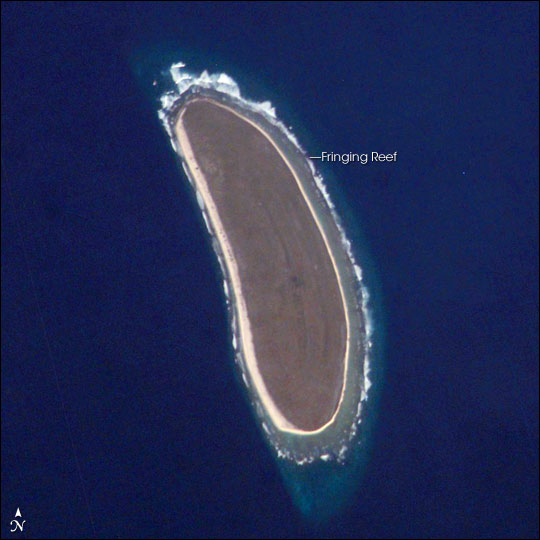
نمای هوایی جزیره مرجانی هاولند

جزیره مرجانی (انگلیسی: Coral island) نوعی جزیره است که از مواد تخریبی مرجانی و مواد ارگانیکی به‌هم پیوسته تشکیل می‌شود. این‌گونه جزایر در نواحی استوایی و نیمه‌حاره‌ای و معمولاً به‌عنوان بخشی از آب‌سنگ مرجانی شکل می‌گیرند که بخش عمده‌ای از آن در زیر سطح آب گسترده شده‌است.

## شکل‌گیری

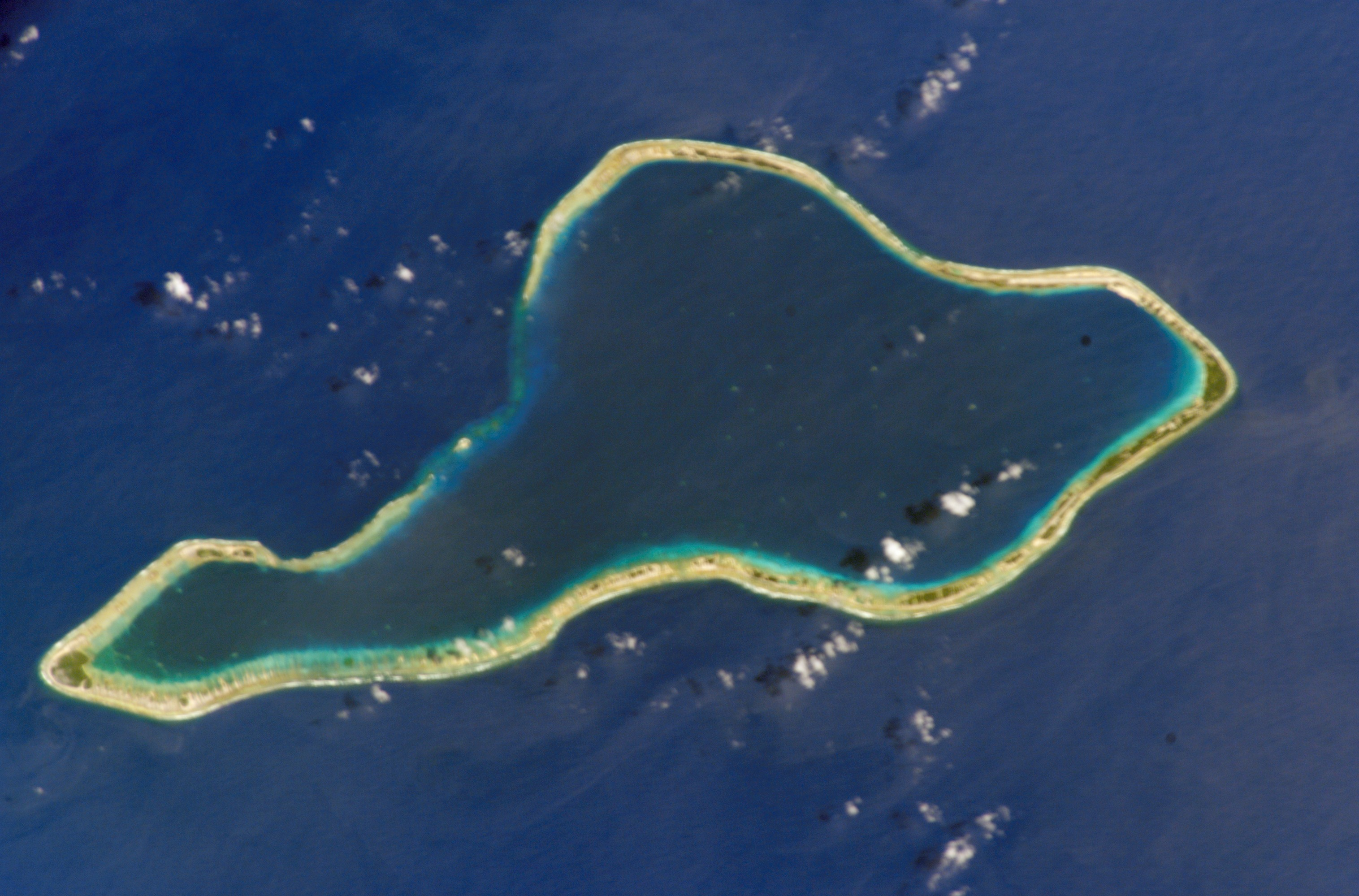
تصویر فضانورد ناسا از جزیره مرجانی مورروآ (مجمع الجزایر تواموتو).

جزیره‌های ایجاد شده توسط آب‌سنگ‌های مرجانی طی یکی از این دو فرایند پدید می‌آیند: بالاآمدگی زمین‌ساختی و رشد پیوسته رسوبات.
بر اثر فرایند بالاآمدگی زمین‌ساختی بخشی از آب‌سنگ مرجانی یا همه آن بر اثر برخاستگی پوسته زمین، به خشکی تبدیل شده و بالاتر از سطح دریا قرار می‌گیرد.
در فرایند رشد پیوسته، سنگ‌ها و ماسه‌ها در خلال توفان‌های چرخندی بر روی آب‌سنگ‌های مرجانی انباشته شده و انباشتگی تدریجی دیگر مواد جامد بر اثر فعالیت باد و امواج دریا منجر به گسترش به جزیره می‌شود. این فرایند سپس با رشد پوشش گیاهی بر روس جزیره تسریع می‌شود.
اگر جزیره مرجانی از آب‌سنگ حلقوی (آتول) تشکیل شود، یک جزیره یا مجموعه‌ای از جزیره‌ها به شکل دایره‌ای پدید می‌آیند که یک تالاب داخلی (لاگون) کم‌عمق را احاطه کرده‌اند.

## پراکندگی
بیشتر جزایر مرجانی دنیا در اقیانوس آرام قرار دارند. سرزمین‌های متعلق به آمریکا در جزیره جارویس، جزیره بیکر و جزیره هاولند نمونه‌هایی از جزیره‌های مرجانی هستند. همچنین برخی از جزایر کیریباتی و بخش عمده تاهیتی از جزایر مرجانی به‌شمار می‌روند.
برخی از جزایر مرجانی کوچک هستند و ارتفاع زیادی از سطح دریا ندارند و در نتیجه در معرض تهدید توفان‌های سیکلونی و افزایش سطح آب دریاها هستند.